# Media Veronica
Media Veronica est une suite de dix planches de la Tauromachie IV (série de dix burins sur cuivre) réalisée en 1952 par Jean-Marie Granier à l'époque où le jeune graveur s'était vu offrir un séjour de deux ans à la  Casa de Velázquez à Madrid (Espagne).

## Contexte
L'œuvre poursuit, après la série des passes de muleta, comme celle intitulée Desplante, le rapport technique visuel fidèle de Granier sur la lidia avec la série des passes de cape. L'artiste a probablement exécuté le dessin en direct depuis les gradins, pendant la corrida. Il serre au plus près la nuance du geste, qui serait, selon Pierre Dupuy, plus proche de la Chicuelina que de la demi-véronique.
Granier a assisté à plusieurs corridas. Il a notamment apprécié, et retenu pour ses  gravures la Gaonera exécutée par Julio Aparicio le 11 juin 1952 au cours de la corrida del Corpus Christi à Tolède
. Le torero est de dos, on ne voit pas son visage. C'est une posture que l'on retrouvera dans beaucoup de passes spectaculaires : les passes de cape : Veronica.

## Description
Le torero au premier plan exécute sa passe avec une netteté franche. Il est au premier plan d'une arène dont on ne voit pas les gradins ni les spectateurs. Seul compte le mouvement du toréador. Granier est à son plus haut niveau sur le dessin, il a saisi la perfection du geste. Il a repris à son compte le terme espagnol Media Veronica, plutôt que sa traduction française demi-véronique.
Il existe deux états, 1/1 (l'état de tête étant absent), et 1/1 ,2/2 tiré Guarro ancien, ainsi que quelques rares épreuves marquées E.A (exemplaire d'artiste). Cette planche figure au catalogue de la rétrospective 1983-1984 de l'œuvre complet de Jean-Marie Granier au Musée des beaux-arts de Nîmes.